# Schrankia obscura
Schrankia obscura är en fjärilsart som beskrevs av Barend J. Lempke 1966. Schrankia obscura ingår i släktet Schrankia och familjen nattflyn. Inga underarter finns listade.